# Festival plume de glace
Le Festival du roman policier - plume de glace est un festival se déroulant dans la station de Serre Chevalier dans le nord du département des Hautes-Alpes (région Provence-Alpes-Côte d'Azur, en France).

## Concept
La station de Serre-Chevalier a organisé son premier festival du roman policier : Plume de glace, les 3, 4 et 5 avril 2010 (week-end de Pâques). Depuis, chaque année, cet événement permet de découvrir de nouvelles plumes francophones dont l’une se voit attribuer le Prix du roman policier Serre Chevalier.

## Éditions
- 2010 (1re éd.) : 3 au 5 avril 2010 - parrain Patrick Bauwen, lauréat Mathieu Croizet pour son roman Polka
- 2011 (2e éd.) : 9 au 11 avril 2011 - parrain Patrick Bauwen, lauréat Éric Fouassier pour son roman Morts thématiques
- 2012 (3e éd.) : 7 au 9 avril 2012 - parrain Patrick Bauwen, lauréat Gérard Coquet pour son roman Malfront, les fantômes de la combe

## Les sélections par année

### La sélection 2012
- Le châtiment des élites - Giampiero Marongiu
- Code salamandre - Samuel Delage
- Malfront, les fantômes de la combe - Gérard Coquet
- Complot V1 - Eric de l'Estoile
- Le cramé - Jacques Olivier Bosco
- Glacé - Bernard Minier
- Le Hameau des Purs - Sonja Delzongle
- Nouvelle Lune - Hélène Ladier
- En proie au temps - Sandrine Monfort
- Les ronds dans l'eau - Hervé Commère
- Le secret de Moïse - Alexandre Malafaye
- Les Temps qui viennent - Bérengère de Bodinat

### La sélection 2011
- Les Cagnards de l'enfer - Jean-Jacques Hubinois
- Le cri du silence - Grégory Goudon
- De l'autre côté - Laurent Luna
- Dérives - Nathalie Chacornac
- L'été tous les chats s'ennuient - Philippe Georget
- L'homme aux papillons - David Moitet
- Méfie-toi d'Assia - Bernard Boudeau
- Et la mort se lèvera - Jacques Olivier Bosco
- Morts Thématiques - Eric Fouassier
- Potens - Ingrid Desjours
- Usurpé - Laurent Terry

### La sélection 2010
- Atlantide - Ingrid Dufour
- L'alphabet d'Esdras - Gérard Coquet
- En quête de son - Isabelle Ménard
- Faits d'hiver - Pieran Gausset
- La petite maison dans la forêt - Max Milan
- L'affaire Eva - Eliane Keramidas
- Le chien Tchétchène - Michel Maisonneuve
- Le serpent aux mille coupures - DOA
- Opale - Stéphane Lefebvre
- Pas de Traces - Eric de l'estoile
- Polka - Mathieu Croizet
- Web mortem - Christine Adamo

## Article annexe
- Festival de roman policier : liste des festivals de roman policier en France